# Pumpemølle
En pumpemølle er en vandmølle eller en vindmølle, der anvendes til at afvande områder, der er truet af oversvømmelse, til at inddæmme land eller til kunstvanding af afgrøder.

## Historisk udvikling
Allerede i den tidlige middelalder begyndte man i Nederlandene afvanding af truede områder. I middelalderen fandtes der vandmøllehjul, som kunne pumpe vand med løfteteknik. I 1407 opfandt hollandske møllebyggere en vindmølle, den såkaldte "wipmolen" til dette formål. I løbet af det 17. århundrede udviklede hollænderne en udgave af de hollandske vindmøller, som kunne drive en pumpe.  Denne type var væsentligt mere effektiv end forgængerne.
Det største overleverede af disse anlæg ligger i Kinderdijk, ca. 25 km. fra Rotterdam. Det består af 19 møller, som blev opført i 1740 erne. De var en del af et større afvandingsprojekt, der skulle forebygge oversvømmelser. Området har siden 1997 været på UNESCOs Verdensarvsliste.

## Teknik
Oprindelig drev vindmøllen et vertikalt stillet hjul, hvor der mellem to ringe ved navet og to ringe på ydersiden er monteret nogle skråt stillede plader. En væsentlig teknologisk forbedring indtraf, da hollandske ingeniører udviklede en Arkimedesskrue, som kunne pumpe vandet med væsentlig større effekt end det vertikale hjul. Enkelte skruer fra de gamle pumpemøller i Danmark er bevaret, men de fleste er i meget dårlig stand. 

## Pumpemøller i Danmark
Afvanding med henblik på landvinding har været almindeligt forekommende i Danmark siden 1500-tallet. Det har været almindeligt at indvinde nye landområder ved hjælp af dæmninger og sluser. Pumpemøller var yderst sjældne indtil 1771, hvor der blev opført en pumpemølle ved Einsidelsborg på Nordfyn, som blev anvendt til at inddæmme land i området. Den nuværende mølle på denne lokalitet er fra 1870’erne, hvor man efter tabet af Hertugdømmerne startede mange landvindingprojekter rundt omkring i Danmark.  Også Stegø Mølle og Langø Mølle vidner om afvandingsprojekterne på Nordfyn. På Ærø har der engang ligget fem pumpemøller, men den eneste bevarede er Vitsø Mølle, som er blevet delvis restaureret siden 2008. Den har været truet med nedrivning i forbindelse med retablering af et større vådområde, men der er stadig adgang til den.   Eltang Vig ved Kolding fjord blev afvandet i 1870 -erne med hjælp fra en pumpemølle, som var i drift indtil 1907. Også ved de lavvandede fjordarme fra Limfjorden omkring halvøen Hannæs har der været afvandingsprojekter i sidste halvdel af 1800-tallet. Den østlige del af Vejlerne blev afskåret fra Limfjorden ved hjælp af Bygholm-dæmningen i perioden omkring 1870, mens den vestlige del blev søgt tørlagt i 1880’erne. Pumpemøllen Bygholm Mølle, som blev opført i forbindelse med projektet, er bevaret.